# Lazy River
Ein Lazy River ist ein Strömungskanal, der zu den Wasserattraktionen gehört, die man hauptsächlich in Erlebnisbädern und Wasserparks findet.

## Prinzip
Ein Lazy River ist ein künstlich angelegter Wasserkanal, der in der Regel nicht breiter als zehn Meter ist und in dem durch mehrere Wasserpumpen eine langsame Strömung erzeugt wird. Die Badegäste lassen sich schwimmend treiben, liegen aber auch häufig auf Flößen oder sitzen in Reifen oder schwimmen oder tauchen gegen die Strömung an. Am Rand kann ein Lazy River mit kleinen Wasserfällen, Fontänen oder dekorativen Elementen verschönert werden.

## Hersteller
| - Wiegand Waterrides (Deutschland) - Atlantis Pool (Türkei) - Weller Pools (USA) | - WhiteWater West (Kanada) - Haisan Entertainment Technology (China) - Polin Waterparks (Türkei) |

## Galerie

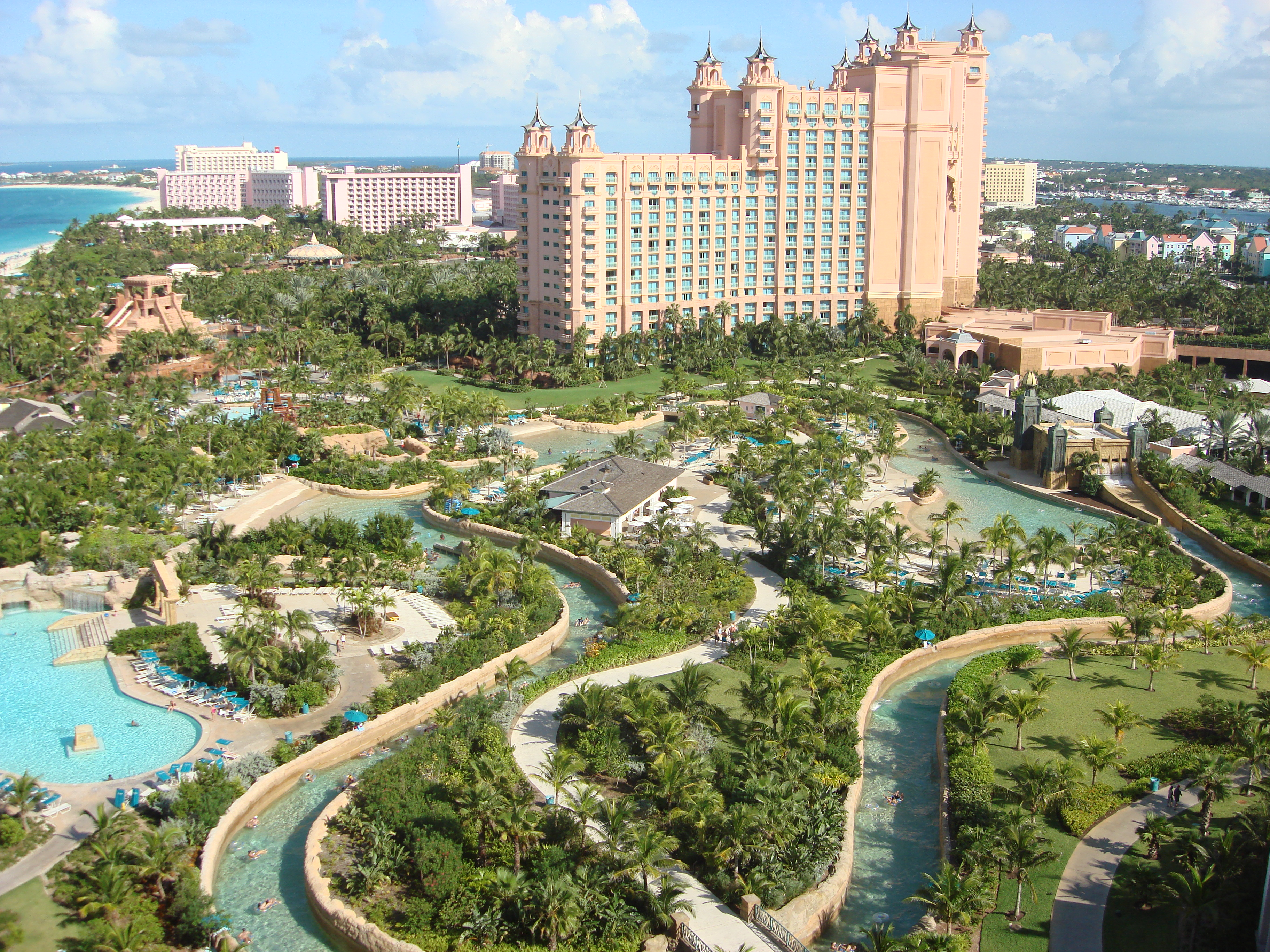
Lazy River im Atlantis, Bahamas
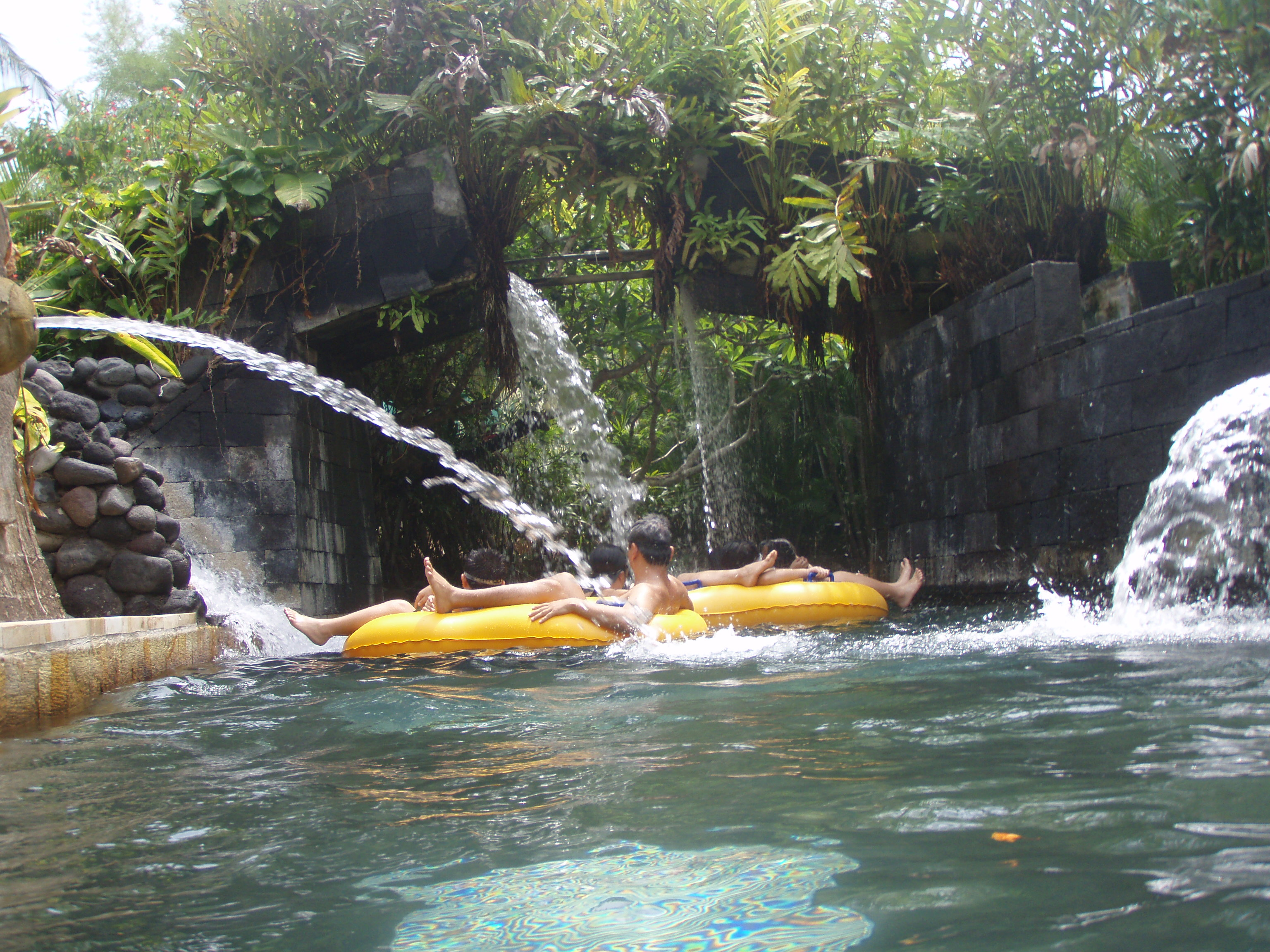
Lazy River im Waterbom Park, Bali
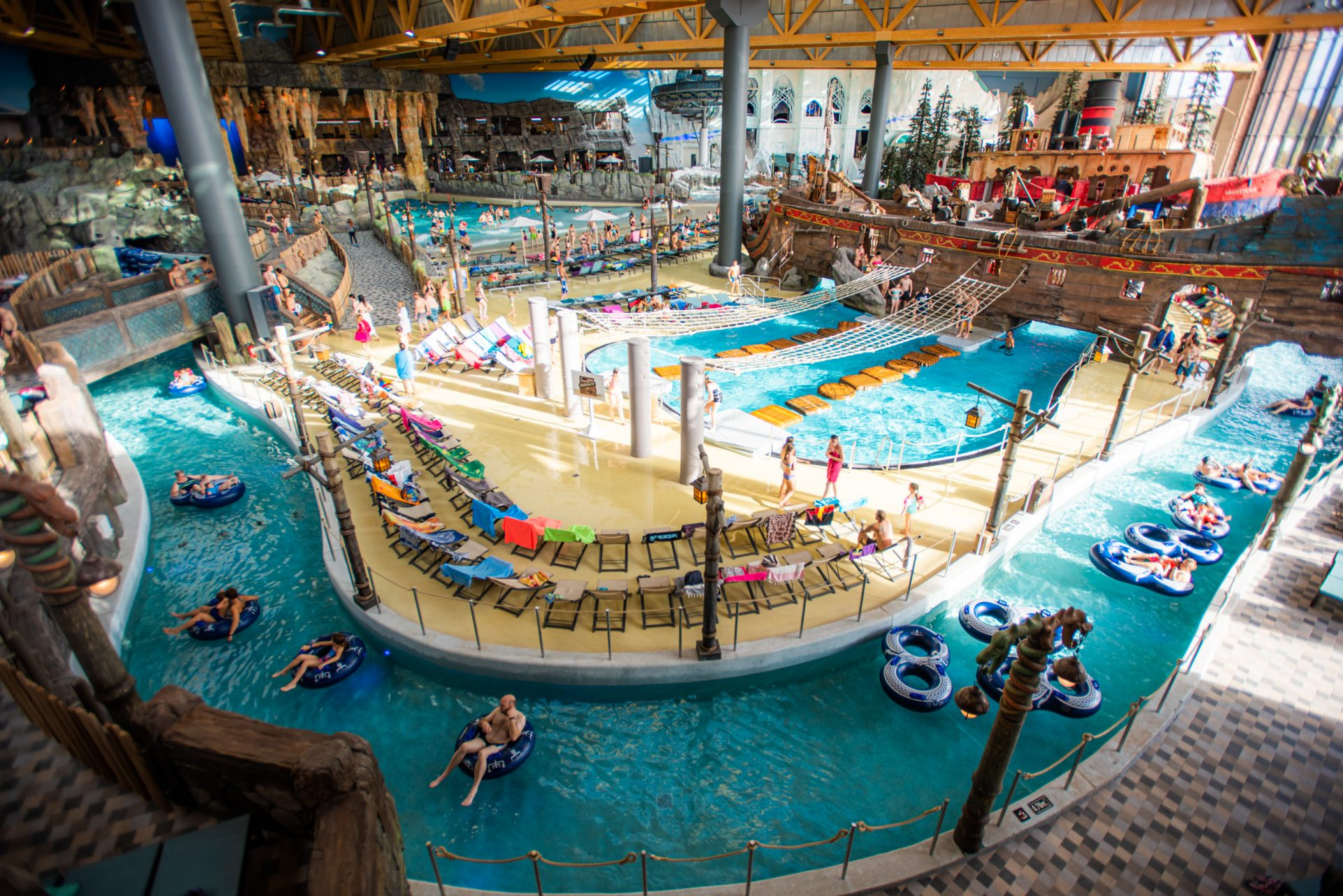
Lazy River in Rulantica, Deutschland
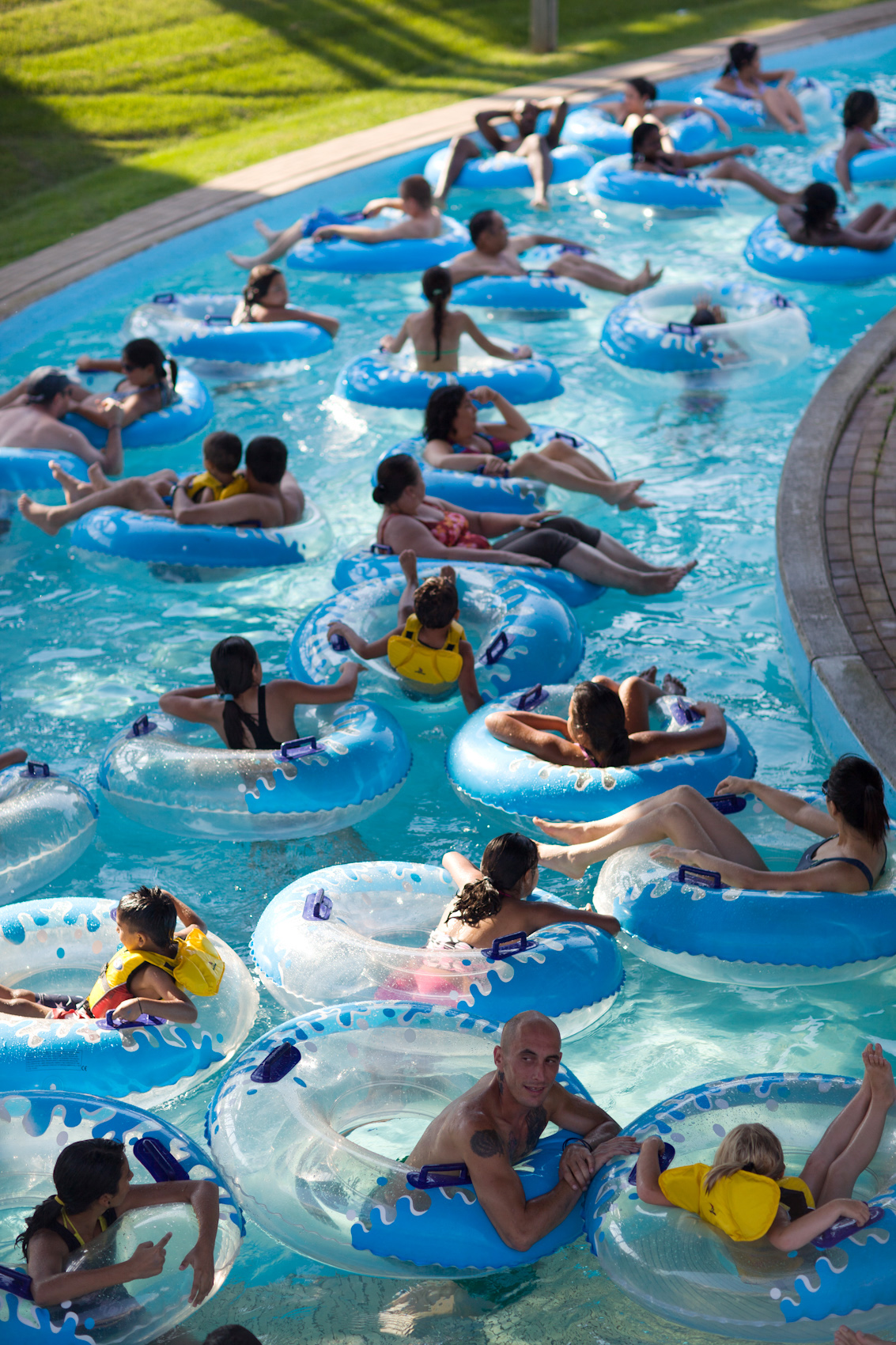
Lazy River im Canada's Wonderland, Kanada
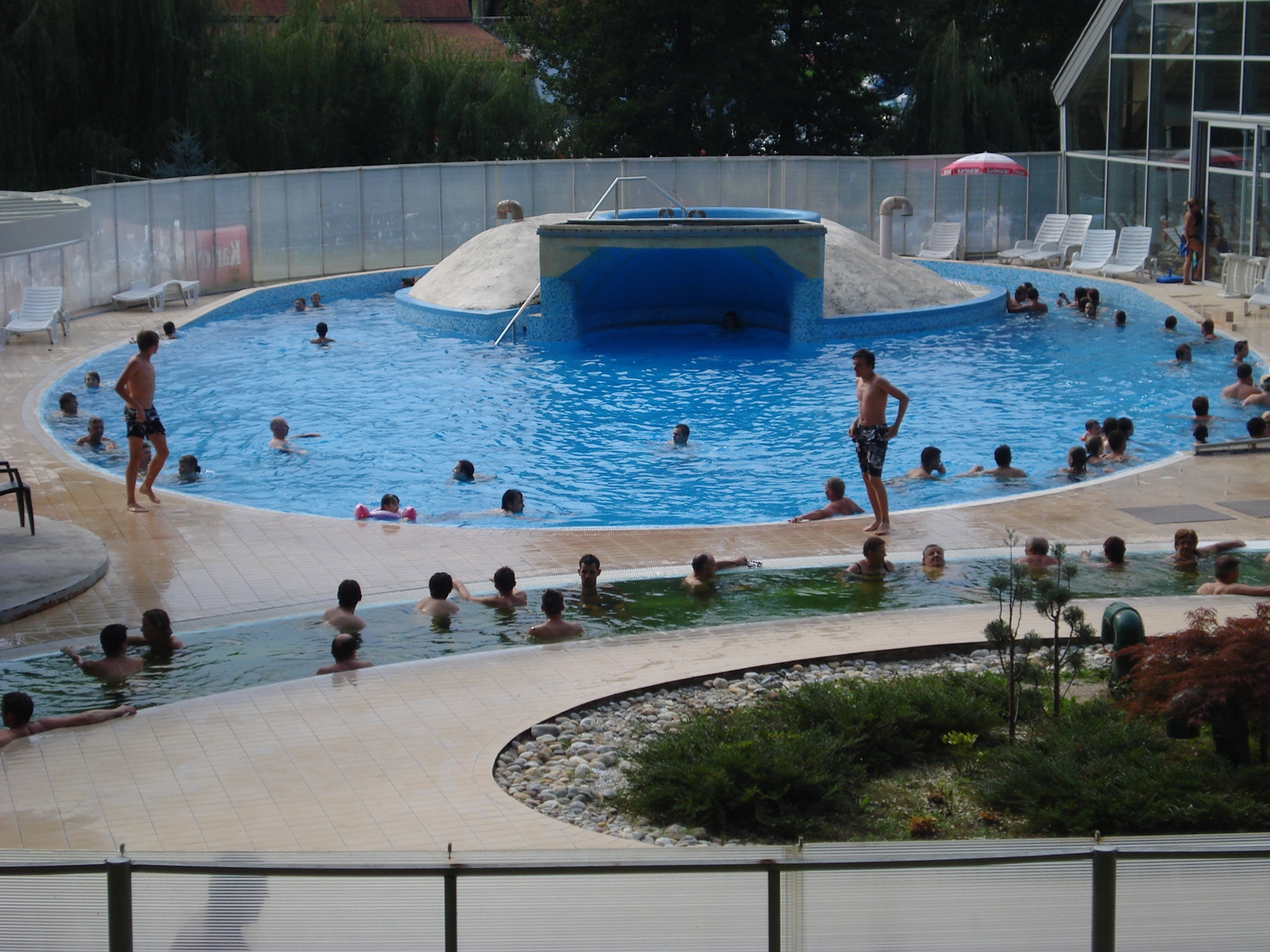
Lazy River in Vučkovec, Kroatien
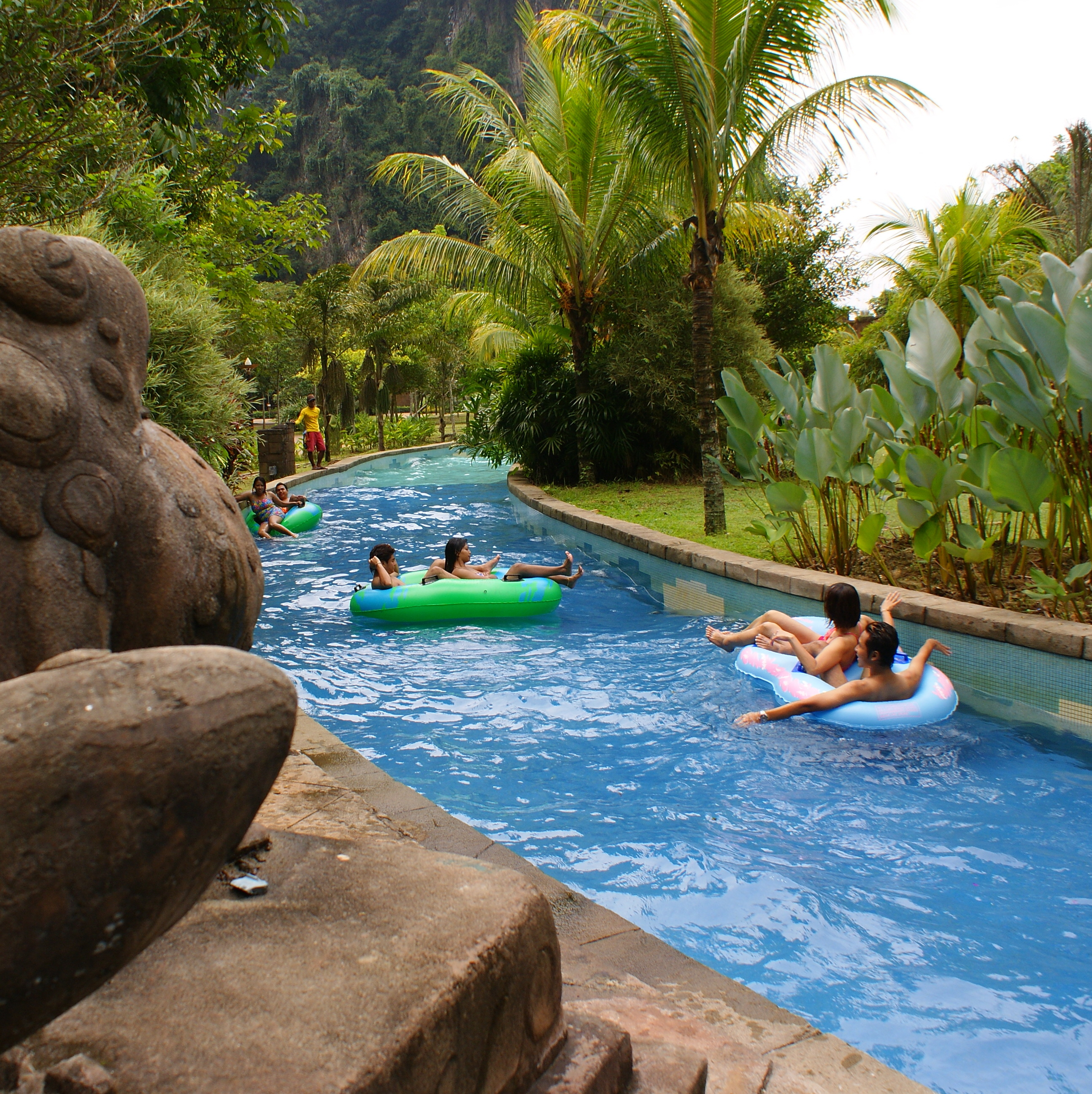
Adventure River im Lost World of Tambun, Malaysia
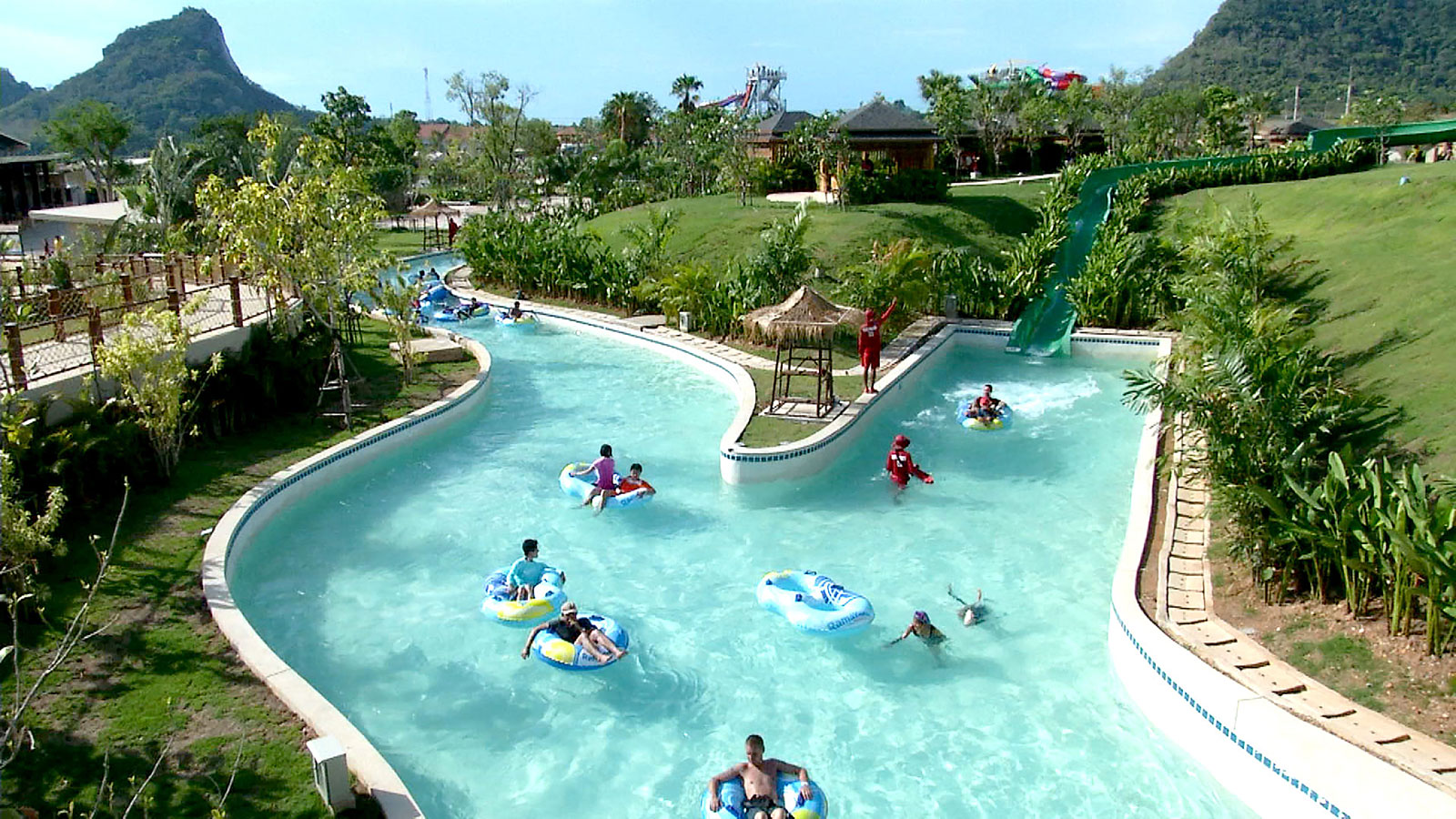
Lazy Wave River im Ramayana Water Park, Thailand
Lazy River Aerial in The Boca Raton, USA